# 森陣屋
森陣屋（もりじんや）は、大分県玖珠郡玖珠町（豊後国）にあった陣屋である。豊後森藩の藩庁が置かれていた。久留島陣屋とも言われる。

## 歴史

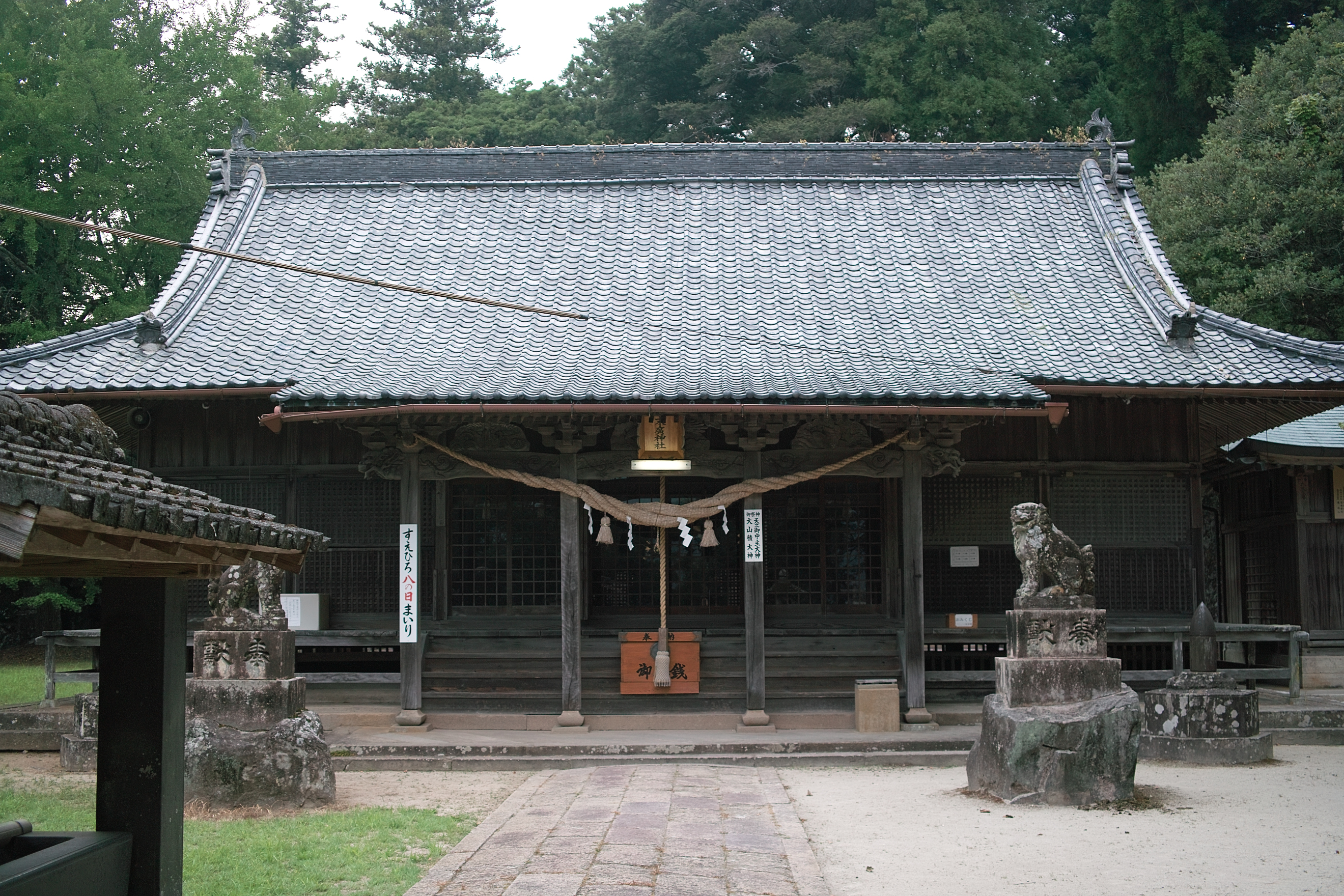
三島宮（現末広神社）

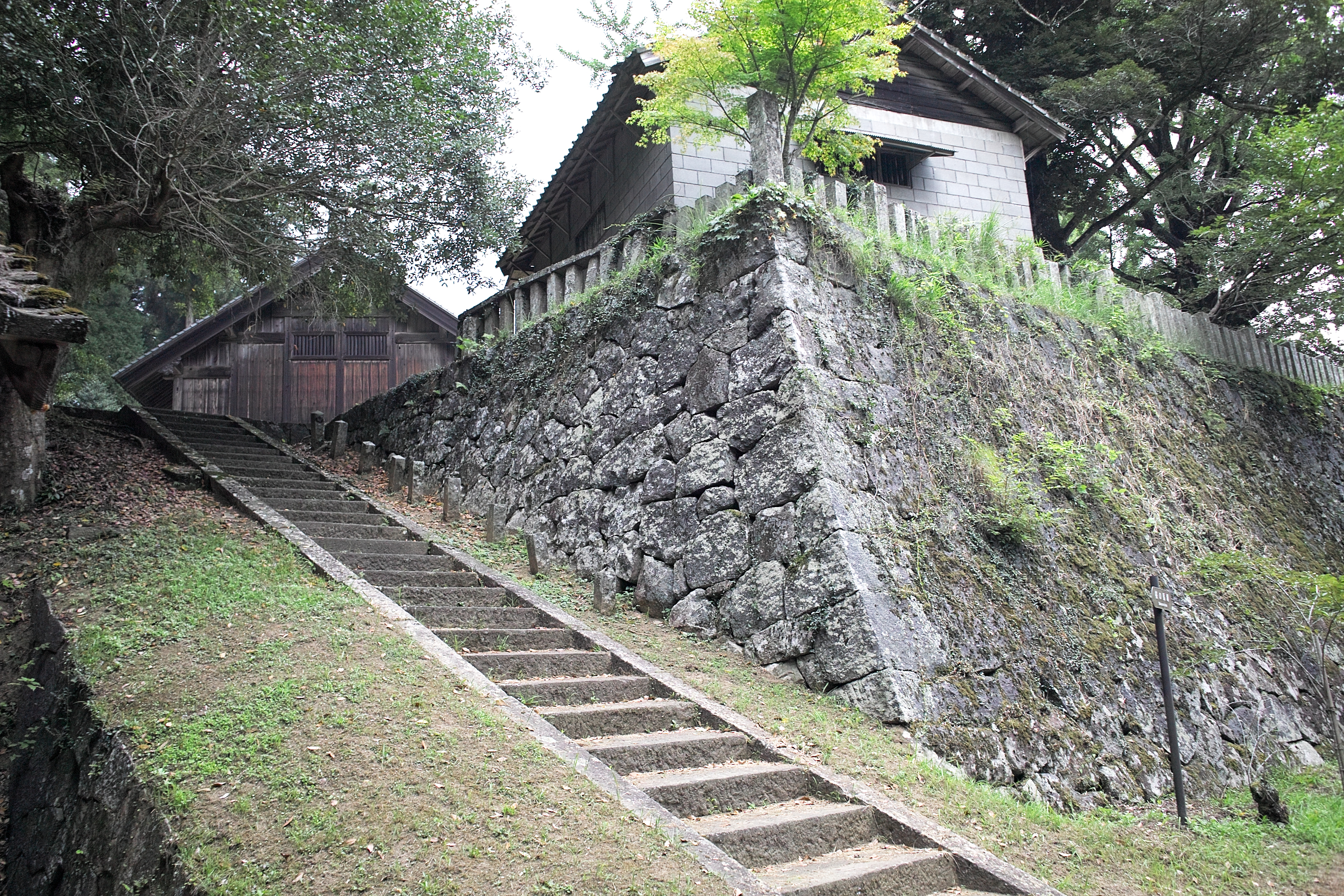
三島公園より末広神社へ

慶長6年（1601年）、来島長親によって玖珠郡などを所領とする豊後森藩が立藩された。来島氏はその格式のため城を持つことが許されなかったため、長親はそれまで玖珠の拠点とされてきた角牟礼城を廃して、角埋山の山麓に陣屋を置いた。
陣屋の敷地内には、来島氏の故地である伊予大三島の大山祇神社の祭神を勧請して三島神社（現：末廣神社）が造営されていたが、天保8年（1837年）、第8代藩主の久留島通嘉が、三島神社の改築を口実として、石垣や茶屋の「栖鳳楼」（せいほうろう）を増築するとともに、藩主御殿庭園、栖鳳楼庭園、清水御門庭園を造らせ、城構えのように整えた。
明治時代には、廃藩置県によって森藩は森県となり、森陣屋は森県庁となったが、ほどなく森県は大分県に合併した。森陣屋の建物は役所などに使われて昭和初期まで残っていたが、その後、一部を残して撤去されている。現在では、森陣屋の跡は三島公園として整備され、栖鳳楼や庭園が現存している。栖鳳楼は大分県指定有形文化財に指定され、庭園は「旧久留島氏庭園」として国の名勝に指定されている。

## 栖鳳楼

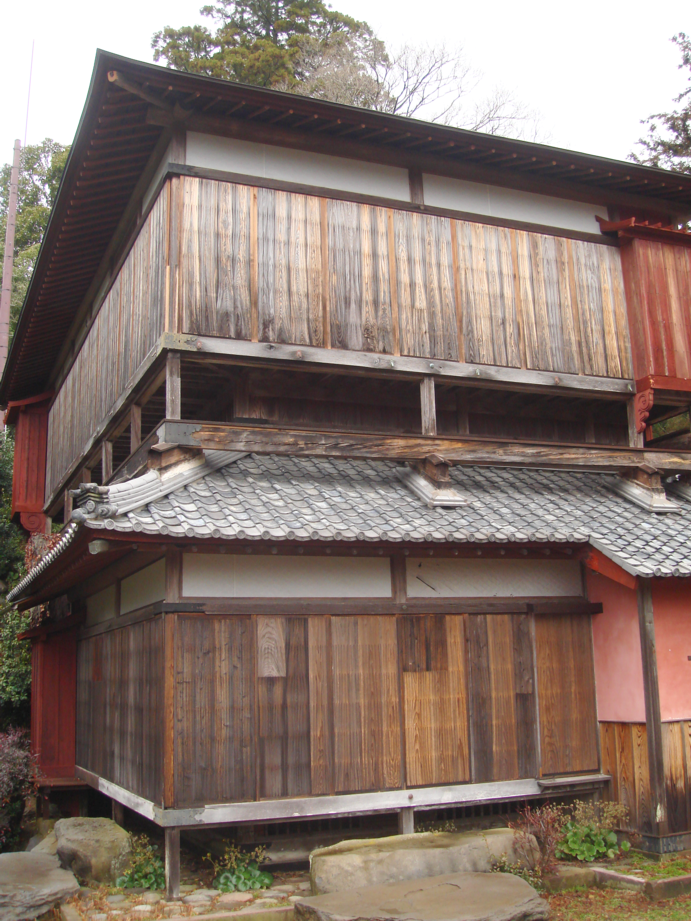
森陣屋栖鳳楼

栖鳳楼は楼閣形式の茶屋で、真言宗の僧侶不退堂により名づけられたとされている。「紅葉の御茶屋」とも呼ばれる。8代、通嘉による三島神社修築の際に天守に見立てて建てられたといわれており、陣屋の象徴的な建物となっていた。
2重2階で、初重を瓦葺き、2重目を杉皮葺きとする寄棟屋根（現在2重目は銅板葺き）を被せ、紅い漆喰塗りの真壁造で、最上階を雨戸付きの内縁高欄の望楼としている。石垣に接して建てられており、建物1階と神社石垣の間に玄関がある。
近代の簡易な補修や老朽化によっていたんでいたため、2000年から3年かけて従来の姿に修築、復元されている。建物の一般公開は行われていない。